# Sérgio Mendes

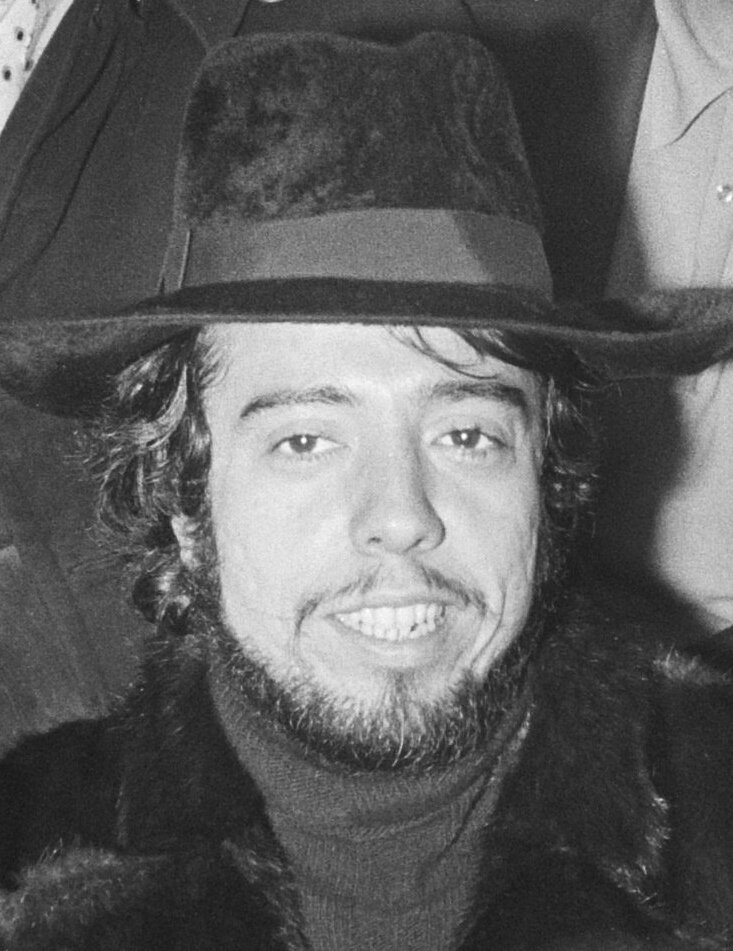
Sérgio Mendes, 1971

Sérgio Santos Mendes (* 11. Februar 1941 in Niterói, Brasilien; † 5. September 2024 in Los Angeles, Vereinigte Staaten) war ein brasilianischer Pianist, Komponist und Arrangeur, der u. a. mit drei Grammys ausgezeichnet wurde. Er gehörte zu den erfolgreichsten Musikern seines Landes und verhalf als einer der Pioniere des Bossa Nova dieser Musikrichtung zu weltweitem Ruhm. Mendes’ bekannteste Aufnahme, das von Jorge Ben komponierte Stück Mas, que nada, machte ihn 1966 international bekannt. Im Laufe seiner über 50-jährigen Karriere veröffentlichte er mehr als 35 Musikalben.

## Karriere
Sérgio Mendes erhielt am Konservatorium in Niterói eine Ausbildung als klassischer Pianist, interessierte sich jedoch schon früh für Jazz. Anfang der 1960er Jahre wurde er der Leiter des „Sexteto Bossa Rio“, dem Paulo Moura am Saxophon, Pedro Paulo an der Trompete, Durval Ferreira an der Gitarre, Octávio Bailly am Kontrabass und Dom Um Romão am Schlagzeug angehörten. Sein Debütalbum, mit ausschließlich Instrumentalstücken, Dance moderno, brachte er 1961 in Brasilien bei Philips heraus. Mit ihm zusammen spielten darauf Bebeto Castilho (Saxophon, Flöte, Kontrabass), Durval Ferreira (Gitarre) sowie Edson Maciel (Posaune).
Mendes trat 1963 auf Jazz-Festivals in Frankreich und Italien auf, war 1964 auf Tournee in Japan und ließ sich anschließend in Los Angeles nieder, als in seinem Heimatland die Militärdiktatur begann. In einem Interview erklärte er später:

„I immediately liked it. […] I liked it because of the climate. It was so much less stressful than New York; it was relaxed. It had more to do with me. […] Things happen really spontaneously here. All of that has to do with Hollywood, with the music industry, and the wonderful place that is Los Angeles.“

„Es hat mir sofort gefallen. […] Ich mochte es wegen des Klimas. Es war so viel weniger stressig als New York, es war entspannt. Es hatte mehr mit mir zu tun. […] Die Dinge passieren hier wirklich spontan. All das hat mit Hollywood zu tun, mit der Musikindustrie und dem wunderbaren Ort Los Angeles.“

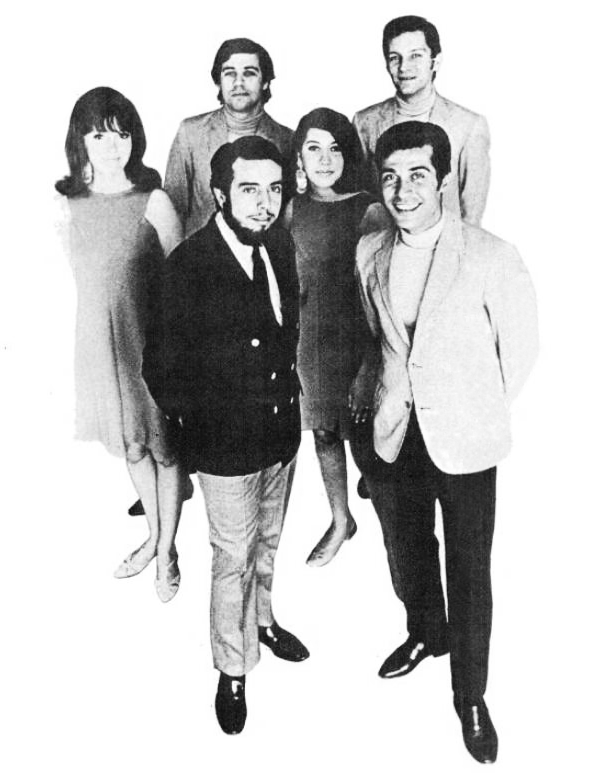
Sergio Mendes & Brasil '66

In den USA gründete er das Ensemble „Sérgio Mendes & Brasil ’66“ und unterschrieb einen Vertrag bei Herb Alperts Plattenfirma A&M Records. Als Sängerin verpflichtete Mendes unter anderem Alperts spätere Ehefrau Lani Hall. Im Jahr 1966 arrangierte er die Komposition Mas, que nada von Jorge Ben neu und nahm sie mit seinem Ensemble für eine Schallplatte auf. Es wurde einer seiner größten Erfolge. Ähnlich erfolgreich wurden die Coverversionen von Burt Bacharachs The Look of Love und The Fool on the Hill von den Beatles, die er 1968 aufnahm.
Sérgio Mendes tauschte 1971 die Mitglieder seines Ensembles aus und nannte es „Sérgio Mendes & Brasil ’77“. Mit seinem Album Pais Tropical (1971) knüpfte er nominell an die Strömung des Tropicalismo an. Er wechselte 1973 für die LP Love Music von A&M zur Plattenfirma Bell Records. Für eine weitere LP bei diesem Plattenlabel, Vintage ’74, nahm er drei Songs von Stevie Wonder auf. Nach mehreren weniger erfolgreichen Jahren erlebte Mendes 1983 – ohne „Brasil ’77“ – mit der poppigen Ballade Never Gonna Let You Go (gesungen von Joe Pizzulo und Leeza Miller) ein Comeback in den USA (der Song erreichte Platz 4 der Musik-Charts). Für die dazugehörige LP, Sergio Mendes, unterschrieb er erneut einen Vertrag mit A&M. Mendes wurde 1992 erstmals mit dem Grammy ausgezeichnet, sein Werk Brasileiro erhielt die Ehrung als „Best World Music Album“.
Mendes spielte mit vielen bekannten Jazzmusikern zusammen. Seine Musik erreichte in Brasilien, den USA, Europa und Japan große Popularität. Einer seiner Songs, So Many Stars (von ihm komponiert, mit einem Text von Alan & Marilyn Bergman), wurde von vielen Interpreten der internationalen Jazzszene interpretiert. Er zählt heute zu den Jazzstandards.
Im Februar 2006 erschien Mendes’ Album Timeless. Die erste daraus ausgekoppelte Single, eine Neuauflage von Mas, que nada mit der Hip-Hop-Gruppe Black Eyed Peas, wurde ein internationaler Hitparadenerfolg. Das gesamte Album wurde von Will.i.am von „Black Eyed Peas“ produziert, der dafür viele der alten Hits von Sérgio Mendes neu arrangierte und einige neue Lieder schrieb (in der Schweiz wurde das Album unter dem Titel Sérgio Mendes feat. Black Eyed Peas veröffentlicht). Weitere Songs auf diesem Album sind u. a. in Zusammenarbeit mit den Musikern Stevie Wonder, Erykah Badu, John Legend und Justin Timberlake entstanden. In Deutschland schaffte es das Album an die Spitze der Jazzcharts. Mendes erhielt für Timeless eine Grammy-Nominierung und setzte sein Comeback mit den Alben Encanto (2008) und Bom Tempo (2010) fort.

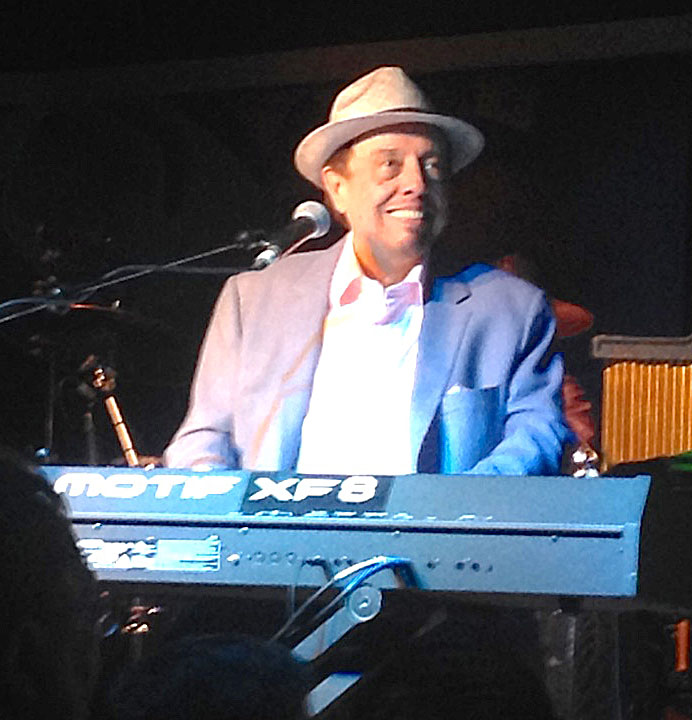
Sérgio Mendes, 2016

Sérgio Mendes heiratete 1970 die brasilianische Sängerin Gracinha Leporace (* 1949), die seit 1969 zu seinem Ensemble gehörte. Ein Jahr zuvor hatte sie ihr einziges Soloalbum veröffentlicht, das ihren Namen als Titel hat. Seither ist sie auf vielen Alben von Mendes zu hören.

## Diskografie

### Alben
| Jahr | Titel                                | Höchstplatzierung, Gesamtwochen, AuszeichnungChartplatzierungen (Jahr, Titel, Platzierungen, Wochen, Auszeichnungen, Anmerkungen) | Höchstplatzierung, Gesamtwochen, AuszeichnungChartplatzierungen (Jahr, Titel, Platzierungen, Wochen, Auszeichnungen, Anmerkungen) | Höchstplatzierung, Gesamtwochen, AuszeichnungChartplatzierungen (Jahr, Titel, Platzierungen, Wochen, Auszeichnungen, Anmerkungen) | Höchstplatzierung, Gesamtwochen, AuszeichnungChartplatzierungen (Jahr, Titel, Platzierungen, Wochen, Auszeichnungen, Anmerkungen) | Höchstplatzierung, Gesamtwochen, AuszeichnungChartplatzierungen (Jahr, Titel, Platzierungen, Wochen, Auszeichnungen, Anmerkungen) | Anmerkungen                                                                                   |
| Jahr | Titel                                | DE | AT | CH | UK | US | Anmerkungen                                                                                   |
| ---- | ------------------------------------ | --- | --- | --- | --- | --- | --------------------------------------------------------------------------------------------- |
| 1966 | Sergio Mendes & Brasil ’66           | — | — | — | — | US7 Gold · (126 Wo.)US |                                                                                               |
| 1967 | Equinox                              | — | — | — | — | US24 Gold · (46 Wo.)US | Erstveröffentlichung: April 1967                                                              |
| 1968 | Sergio Mendes’ Favorite Things       | — | — | — | — | US197 (4 Wo.)US |                                                                                               |
| 1968 | Look Around                          | — | — | — | — | US5 Gold · (51 Wo.)US | Erstveröffentlichung: Februar 1968                                                            |
| 1968 | The Fool on the Hill                 | — | — | — | — | US3 Gold · (30 Wo.)US |                                                                                               |
| 1969 | Crystal Illusions                    | — | — | — | — | US33 (17 Wo.)US |                                                                                               |
| 1969 | Ye-Me-Le                             | — | — | — | — | US71 (16 Wo.)US |                                                                                               |
| 1970 | Greatest Hits                        | — | — | — | — | US101 (20 Wo.)US |                                                                                               |
| 1971 | Stillness                            | — | — | — | — | US130 (9 Wo.)US |                                                                                               |
| 1971 | Pais Tropical                        | — | — | — | — | US166 (6 Wo.)US |                                                                                               |
| 1972 | Primal Roots                         | — | — | — | — | US164 (5 Wo.)US | auch als Raízes                                                                               |
| 1973 | Love Music                           | — | — | — | — | US116 (15 Wo.)US |                                                                                               |
| 1974 | Vintage 74                           | — | — | — | — | US176 (5 Wo.)US |                                                                                               |
| 1977 | Sergio Mendes and The New Brasil ’77 | — | — | — | — | US81 (12 Wo.)US |                                                                                               |
| 1983 | Sérgio Mendes                        | — | — | — | — | US27 (37 Wo.)US |                                                                                               |
| 1984 | Confetti                             | — | — | — | — | US70 (22 Wo.)US |                                                                                               |
| 2006 | Timeless                             | DE51 (12 Wo.)DE | AT21 (15 Wo.)AT | CH31 (18 Wo.)CH | UK15 Gold · (9 Wo.)UK | US44 (10 Wo.)US | Erstveröffentlichung: 10. März 2006 mit The Black Eyed Peas, Stevie Wonder, Erykah Badu u. a. |
| 2008 | Encanto                              | DE68 (2 Wo.)DE | — | — | — | US60 (8 Wo.)US | Erstveröffentlichung: 4. April 2008 mit will.i.am, Juanes, Till Brönner u. a.                 |
| 2009 | The Best of                          | — | — | — | UK49 (1 Wo.)UK | — |                                                                                               |

grau schraffiert: keine Chartdaten aus diesem Jahr verfügbar
Weitere Alben
- Dance moderno, 1961, LP/CD
- Quiet Nights, 1963, LP
- Você ainda não ouviu nada – Sérgio Mendes & Bossa Rio, 1963, LP/CD
- The Swinger from Rio, 1964, LP/CD
- Bossa Nova York – The Sérgio Mendes Trio, 1964, LP/CD
- Cannonball’s Bossa Nova mit Cannonball Adderley und Bossa Rio, 1964, LP/CD
- In Person at El Matador – Sérgio Mendes & Brasil ’65, 1964, LP/CD
- Brasil ’65 – Wanda de Sah feat. The Sérgio Mendes Trio, 1965, LP/CD
- The Great Arrival, 1966, LP/CD
- The Beat of Brazil, 1967, LP/CD
- Live at Expo’ 70 – Sérgio Mendes & Brasil ’66, 1970, LP/CD
- In Concert – Sérgio Mendes & Brasil ’77, 1973, LP
- Sérgio Mendes, 1975, LP/CD
- Homecooking – Sérgio Mendes & Brasil ’77, 1976, LP/CD
- Brasil ’88, 1978, LP/CD
- Pelé – (Filmmusik), 1978, LP/CD
- Magic Lady, 1979, LP/CD
- Horizonte aberto, 1979, LP/CD
- Brasil ’86, 1986, LP/CD
- Arara, 1989, LP/CD
- Brasileiro, 1992, CD (Auszeichnung: Grammy Award Best World Music Album)
- Oceano, 1996, CD
- Bom Tempo, 2010, CD, Concord Records CRE 31575
- Celebration: A Musical Journey, 2011, CD
- Magic, 2014, CD
- In the Key of Joy, 2020, CD (auch als 2-CD Deluxe Edition)

### Singles
| Jahr | Titel Album                                       | Höchstplatzierung, Gesamtwochen, AuszeichnungChartplatzierungen (Jahr, Titel, Album, Platzierungen, Wochen, Auszeichnungen, Anmerkungen) | Höchstplatzierung, Gesamtwochen, AuszeichnungChartplatzierungen (Jahr, Titel, Album, Platzierungen, Wochen, Auszeichnungen, Anmerkungen) | Höchstplatzierung, Gesamtwochen, AuszeichnungChartplatzierungen (Jahr, Titel, Album, Platzierungen, Wochen, Auszeichnungen, Anmerkungen) | Höchstplatzierung, Gesamtwochen, AuszeichnungChartplatzierungen (Jahr, Titel, Album, Platzierungen, Wochen, Auszeichnungen, Anmerkungen) | Höchstplatzierung, Gesamtwochen, AuszeichnungChartplatzierungen (Jahr, Titel, Album, Platzierungen, Wochen, Auszeichnungen, Anmerkungen) | Anmerkungen                                                   |
| Jahr | Titel Album                                       | DE | AT | CH | UK | US | Anmerkungen                                                   |
| ---- | ------------------------------------------------- | --- | --- | --- | --- | --- | ------------------------------------------------------------- |
| 1966 | Mas Que Nada Sergio Mendes & Brasil ’66           | — | — | — | UK97 (1 Wo.)UK | US47 (8 Wo.)US | Charteinstieg UK: 1989                                        |
| 1966 | Constant Rain (Chove Chuva) Equinox               | — | — | — | — | US71 (6 Wo.)US |                                                               |
| 1967 | For Me Equinox                                    | — | — | — | — | US98 (2 Wo.)US |                                                               |
| 1967 | Night and Day Equinox                             | — | — | — | — | US82 (5 Wo.)US |                                                               |
| 1968 | The Look of Love –                                | — | — | — | — | US4 (14 Wo.)US |                                                               |
| 1968 | The Fool on the Hill                              | — | — | — | — | US6 (12 Wo.)US | Erstveröffentlichung: August 1968                             |
| 1968 | Scarborough Fair The Fool on the Hill             | — | — | — | — | US16 (9 Wo.)US |                                                               |
| 1969 | Pretty World Live At Expo ’70                     | — | — | — | — | US62 (6 Wo.)US |                                                               |
| 1969 | (Sittin’ On) The Dock of the Bay Live At Expo ’70 | — | — | — | — | US66 (5 Wo.)US |                                                               |
| 1969 | Wichita Lineman Ye-Me-Le                          | — | — | — | — | US95 (2 Wo.)US |                                                               |
| 1983 | Never Gonna Let You Go Sérgio Mendes              | — | — | — | UK45 (5 Wo.)UK | US4 (23 Wo.)US |                                                               |
| 1983 | Rainbow’s End Sérgio Mendes                       | — | — | — | — | US52 (8 Wo.)US |                                                               |
| 1984 | Olympia Confetti                                  | — | — | — | — | US58 (7 Wo.)US |                                                               |
| 1984 | Alibis Confetti                                   | — | — | — | — | US29 (19 Wo.)US |                                                               |
| 2006 | Mas Que Nada Timeless                             | DE9 (17 Wo.)DE | AT8 (22 Wo.)AT | CH4 (30 Wo.)CH | UK6 Silber · (10 Wo.)UK | — | Erstveröffentlichung: 21. Juni 2006 feat. The Black Eyed Peas |

grau schraffiert: keine Chartdaten aus diesem Jahr verfügbar

## Auszeichnungen für Musikverkäufe
| Goldene Schallplatte - Brasilien - 2009: für die Single Mas Que Nada Platin-Schallplatte - Brasilien - 2024: für das Album Timeless |

Anmerkung: Auszeichnungen in Ländern aus den Charttabellen bzw. Chartboxen sind in ebendiesen zu finden.
| Land/RegionAuszeichnungen für Musikverkäufe (Land/Region, Auszeichnungen, Verkäufe, Quellen) | Silber  | Gold     | Platin  | Verkäufe  | Quellen             |
| -------------------------------------------------------------------------------------------- | ------- | -------- | ------- | --------- | ------------------- |
| Brasilien (PMB)                                                                              | —       | —        | Platin1 | 150.000   | pro-musicabr.org.br |
| Vereinigte Staaten (RIAA)                                                                    | —       | 4× Gold4 | —       | 2.000.000 | riaa.com            |
| Vereinigtes Königreich (BPI)                                                                 | Silber1 | Gold1    | —       | 300.000   | bpi.co.uk           |
| Insgesamt                                                                                    | Silber1 | 6× Gold6 | Platin1 |           |                     |